# Gare routière de Széna tér
La Gare routière de Széna tér (hongrois : Széna tér autóbusz-állomás, prononcé [ˈseːnɒ ˈteːɾ ˈɒutoːbus ˈaːllomaːʃ]) est une gare routière de Budapest qui assure des liaisons nationales.

## Services voyageurs

### Correspondance multimodale
La gare routière est reliée au réseau de transport en commun de Budapest.